# Frederick Augustus Abel
Frederick Augustus Abel (n. 17 iulie 1827, Londra, Regatul Unit al Marii Britanii și Irlandei – d. 6 septembrie 1902, Londra, Regatul Unit) a fost un chimist britanic. De-a lungul vieții a primit următoarele onoruri: Membru al Societății Regale[*], Royal Medal, Medalia Albert[*], Knight Bachelor[*], titlu de baronet[*], Telford Medal[*], Bessemer Gold Medal[*], Companion of the Order of the Bath[*], Ordinul Victorian Regal în grad de Mare Cruce[*], diplomă de onoare, diplomă de onoare, Bakerian Lecture[*].
I se atribuie, printre altele, inventarea (alături de James Dewar) corditei⁠(d), un exploziv care nu emană fum.